# Bulbophyllum hildebrandtii
Bulbophyllum hildebrandtii är en orkidéart som beskrevs av Heinrich Gustav Reichenbach. Bulbophyllum hildebrandtii ingår i släktet Bulbophyllum och familjen orkidéer.
Artens utbredningsområde är Madagaskar. Inga underarter finns listade i Catalogue of Life.